# 贝尔金·埃尔万
贝尔金·埃尔万（土耳其語：Berkin Elvan，1999年1月5日—2014年3月11日）是一名15岁的土耳其男孩，2013年6月16日，他在2013年6月土耳其反政府抗议运动期间上街为家里买面包时，被一名警官的催泪瓦斯罐击中头部。他在昏迷269天后，于2014年3月11日去世。他家的代理律师说，埃尔文的健康状况在生命中的最后一周恶化，他的体重从45公斤下降到16公斤。贝尔金死亡后爆发了广泛的示威游行。
他被埋在伊斯坦布尔Feriköy公墓。

## 抗议
埃尔万死后，土耳其的阿达纳、阿德亚曼、安塔利亚、安卡拉、阿爾達漢、布尔萨、博卢、喬魯姆、迪茲傑、埃迪尔内、加济安泰普、伊斯坦布尔、伊兹密尔, 科尼亚、哈塔伊、馬拉迪亞、锡瓦斯、尚勒乌尔法、舍爾納克、開塞利、通杰利、托卡特、宗古尔达克爆发了抗议活动。世界各地城市，如纽伦堡、伦敦、 巴黎、维也纳、赫尔辛基、斯特拉斯堡、斯德哥尔摩、纽约、波士顿、华盛顿特区、阿姆斯特丹、巴塞罗那、比勒费尔德、柏林、布鲁塞尔、海牙、德累斯顿、杜伊斯堡、法兰克福、汉堡、科隆、洛桑、里斯本、鹿特丹、斯图加特、华沙、西雅图、宾夕法尼亚州、多伦多也有抗议活动。 他的葬礼于3月12日在伊斯坦布尔举行，上万人出席葬礼，其中许多人在事件前与这孩子素昧平生。

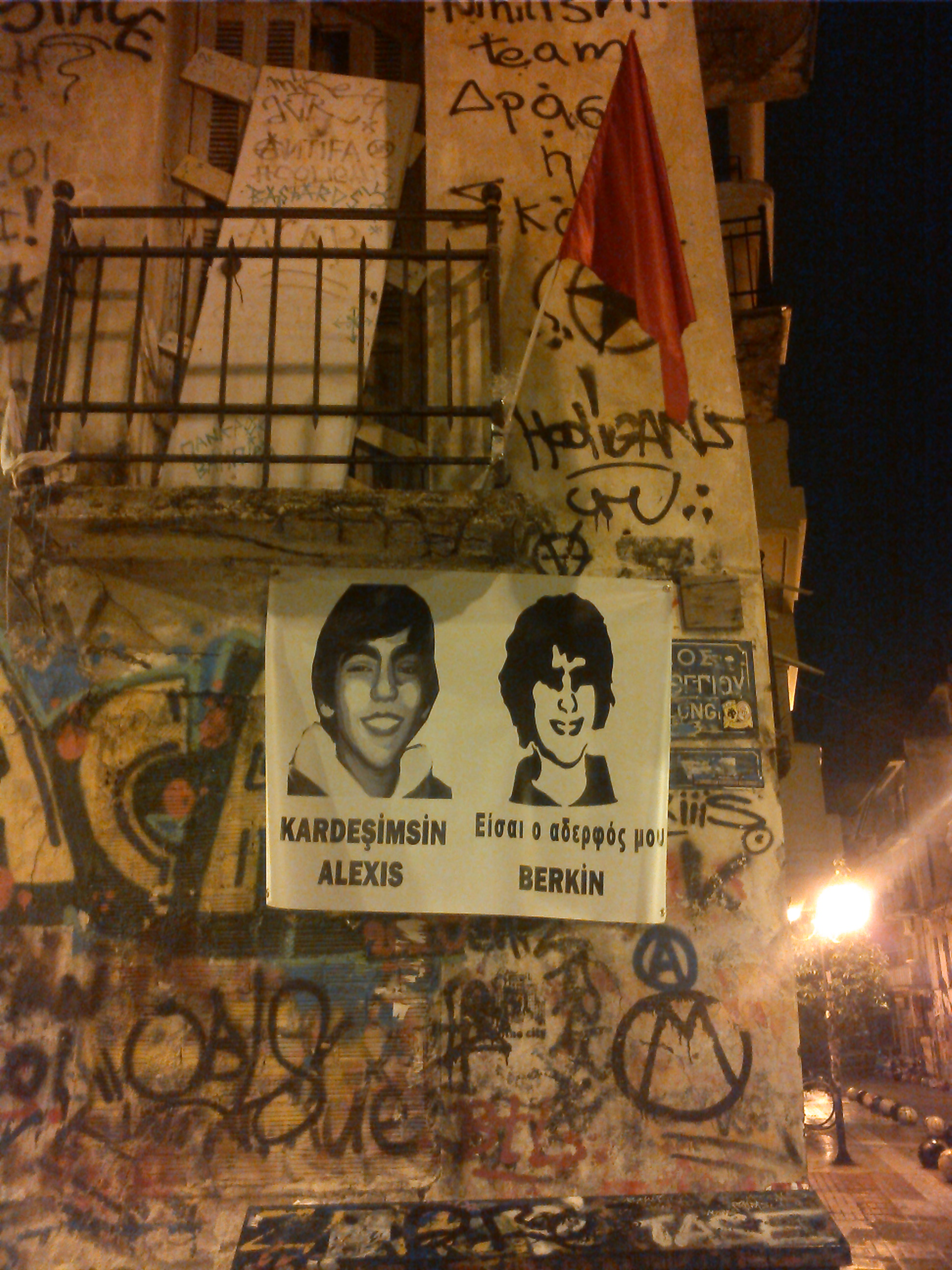
2014年3月，一幅在希腊雅典亞歷克西斯·格里戈羅普洛斯中枪地点的横幅。

## 反应
土耳其总理雷杰普·塔伊普·埃尔多安声称这个男孩是“恐怖组织的一份子”，因为他脸上戴着围巾。
2014年3月，土耳其共产党/马列袭击了一个警察局，自称为埃尔万之死报仇。
2015年3月31日，革命人民解放黨-陣線(DHKP-C)成员在伊斯坦布尔恰拉扬司法宫六楼劫持了检察官穆罕默德·赛利姆·基拉兹（Mehmet Selim Kiraz）。他们要求警察公布安全部队四名与贝尔金·埃尔万之死有关的成员姓名，警方与枪手谈判了6个小时，但最终警方冲进了法院大楼，“因为听到检察官办公室传出了枪声。”两名匪徒被击毙，检察官受重伤，但后来伤重不治身亡。